# محمد البشیر
محمد البشیر (زادهٔ ۱۹۸۳) مهندس و سیاستمدار اهل سوریه است که از ۲۹ مارس ۲۰۲۵ به عنوان وزیر نیروی سوریه فعالیت می‌کند. وی همچنین از ۱۰ دسامبر ۲۰۲۴ تا ۲۹ مارس ۲۰۲۵ به عنوان هفتادمین و آخرین نخست‌وزیر و رئیس نخستین دولت انتقالی سوریه فعالیت می‌کرد. او همچنین از ۱۳ ژانویه تا ۱۰ دسامبر ۲۰۲۴ مسئولیت نخست‌وزیری دولت نجات سوریه را برعهده داشت.

## تحصیلات
محمد بشیر در سال ۲۰۰۷ مدرک مهندسی برق و الکترونیک با تخصص ارتباطات خود را از دانشگاه حلب دریافت کرد. او کار خود را به عنوان رئیس بخش ابزار دقیق کارخانه گاز شرکت گاز سوریه آغاز کرد. وی در زمینه مدیریت سیستم‌های فنی و توسعه مهارت‌ها فعالیت می‌کرد. او در سال ۲۰۲۱ مدرک حقوق و شریعت را از دانشگاه ادلب دریافت کرد.

## فعالیت خیریه
با آغاز جنگ داخلی سوریه و بدتر شدن وضعیت زندگی، بشیر وارد کارهای خیریه شد. او مدیریت مؤسسه آموزشی الأمل را بر عهده گرفت که بر حمایت از کودکان آسیب‌دیده از درگیری‌ها از طریق فراهم کردن آموزش در شرایط نبود امکانات دولتی تمرکز داشت.

## حرفه سیاسی
محمد البشیر پیش از انتصاب به عنوان وزیر، به مدت دو سال و نیم به عنوان مدیر معارف اسلامی در وزارت اوقاف حکومت نجات ملی سوریه خدمت کرد. وی پس از آن به عنوان معاون و سپس مدیر امور انجمن در وزارت توسعه و امور بشردوستانه فعالیت کرد. البشیر بین سال‌های ۲۰۲۲ تا ۲۰۲۳ به عنوان وزیر توسعه و امور بشردوستانه در کابینه علی کده خدمت کرد.
در ژانویه ۲۰۲۴ مجلس شورای دولت نجات سوریه به انتخاب البشیر به عنوان نخست‌وزیر رأی داد. برنامه انتخاباتی او بر دولت الکترونیک و اتوماسیون دولتی متمرکز بود. دولت او هزینه‌های املاک را کاهش داد، مقررات برنامه‌ریزی را تسهیل کرد، و رایزنی‌هایی را برای گسترش طرح پهنه‌بندی شهر ادلب آغاز کرد. در ۵ مارس ۲۰۲۴ در جریان تظاهرات علیه هیئت تحریر الشام در ادلب و آغاز ماه رمضان، محمد البشیر فرمانی را امضا کرد که بر اساس آن زندانیانی را که به جرایم جدی محکوم نشده بودند، عفو می‌کرد.
در اواخر نوامبر ۲۰۲۴ تحریرالشام و دیگر گروه‌های مخالف حمله به شمال غربی سوریه را آغاز کردند که منجر به تصرف حلب و افزایش قابل توجهی بر وسعت مناطق تحت کنترل دولت نجات شد. محمد البشیر در یک کنفرانس مطبوعاتی اعلام کرد که این حمله در پاسخ به حملات نیروهای دولتی سوریه به غیرنظامیان آغاز شده است، که منجر به آواره شدن ده‌ها هزار غیرنظامی شده است. در ۴ دسامبر ۲۰۲۴ محمد البشیر برای نظارت بر بازگشایی دفاتر دولتی به حلب سفر کرد و از کارمندان دولت قبلی که به سر کار بازگشتند تمجید کرد.
در ۹ دسامبر ۲۰۲۴ پس از سقوط رژیم اسد، محمد البشیر پس از دیدار با احمد الشرع، رهبر تحریرالشام و محمد غازی الجلالی، نخست‌وزیر مستعفی سوریه برای هماهنگی انتقال قدرت، مأمور تشکیل یک دولت انتقالی شد. روز بعد او رسماً مأمور شد تا ۱ مارس ۲۰۲۵ ریاست دولت انتقالی را بر عهده بگیرد.